# 2024년 하계 올림픽 헝가리 선수단
2024년 하계 올림픽 헝가리 선수단은 2024년 7월 26일부터 8월 11일까지 헝가리 파리에서 열린 2024년 하계 올림픽에 참가한 올림픽 헝가리 선수단이다.

## 출전 선수
| 종목         | 남자 | 여자 | 전체 |
| ------------ | ---- | ---- | ---- |
| 근대5종      | 2    | 2    | 4    |
| 레슬링       | 4    | 2    | 6    |
| 복싱         | 2    | 1    | 3    |
| 사격         | 2    | 3    | 5    |
| 사이클       | 1    | 1    | 2    |
| 수구         | 13   | 13   | 26   |
| 수영         | 12   | 11   | 23   |
| 승마         | 1    | 0    | 1    |
| 요트         | 1    | 1    | 2    |
| 유도         | 4    | 3    | 7    |
| 육상         | 6    | 12   | 18   |
| 조정         | 1    | 0    | 1    |
| 체조         | 1    | 4    | 5    |
| 카누         | 9    | 7    | 16   |
| 탁구         | 1    | 2    | 3    |
| 태권도       | 2    | 1    | 3    |
| 테니스       | 2    | 0    | 2    |
| 트라이애슬론 | 2    | 1    | 3    |
| 펜싱         | 7    | 5    | 12   |
| 핸드볼       | 14   | 14   | 28   |
| 전체         | 87   | 83   | 170  |

## 메달 집계
| 종목 | 1 | 2 | 3 | 합계 |
| 종목 | ' | ' | ' | '    |
| 종목 | ' | ' | ' | '    |
| 종목 | ' | ' | ' | '    |
| 합계 | ' | ' | ' | '    |

## 종목별 성적

### 근대5종
남자
여자
- 구지 블런커

### 레슬링
남자
- 이스마일 무스카예프

여자

### 복싱
남자
- 어킬로브 피프
- 코바치 리차르드

### 사격
남자
- 페클레르 절란

여자

### 사이클
남자
여자

### 수구
남자
여자

### 수영
남자
여자

### 요트
남자
여자

### 유도
남자
여자

### 육상
남자
여자

### 탁구
남자
여자

### 태권도
남자
여자

### 테니스
남자
- 머로잔 파비안
- 푸초비치 마르톤

### 트라이애슬론
남자
여자

### 펜싱
남자
여자

### 핸드볼
남자
여자

## 같이 보기
- 2024년 하계 올림픽